# 오이긴스 FC

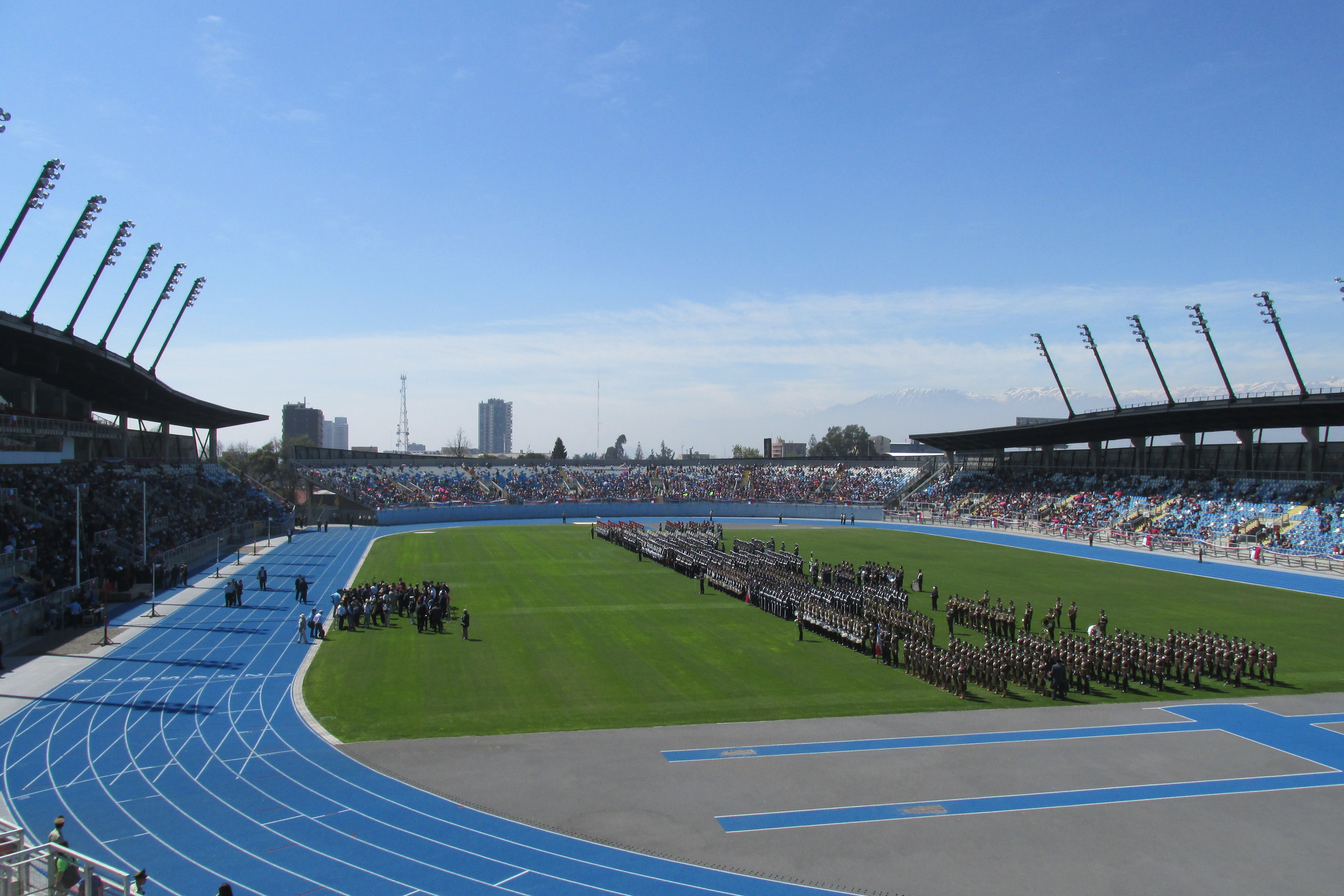

오이긴스 FC(O'Higgins F.C.)는 칠레에 위치한 랑카과를 연고로 하는 축구팀이다. 이 팀은 1955년에 창단하였다.

## 선수 명단

### 현역
참고: FIFA 자격 규정에 따라 소속된 국가대표팀 국기를 표시합니다. 선수는 복수의 FIFA 비회원국 국적을 가지고 있을 수 있습니다.
| 번호 | 포지션 | 국적 | 이름                   |
| ---- | ------ | ---- | ---------------------- |
| 7    | MF     |      | 마르틴 사라피오레      |
| 19   | DF     |      | 후안 이그나시오 디아스 |

| 번호 | 포지션 | 국적 | 이름          |
| ---- | ------ | ---- | ------------- |
| 32   | MF     |      | 마티아스 루고 |

## 역대 감독
| 감독              | 임기        |
| ----------------- | ----------- |
| 마누엘 페예그리니 | 1992 ~ 1993 |
| 호르헤 삼파올리   | 2008 ~ 2009 |
| 에두아르도 베리소 | 2011 ~ 2014 |
| 가브리엘 밀리토   | 2017 ~ 2018 |

틀:오이긴스 FC 선수 명단